# Trans (Neil Young)
| Recensione     | Giudizio |
| -------------- | -------- |
| AllMusic       |          |
| Rolling Stone  |          |
| Blender        |          |
| Piero Scaruffi |          |

Trans è un album discografico del musicista canadese Neil Young pubblicato dalla Geffen Records nel 1982.
Si tratta del primo con la nuova casa discografica Geffen, dopo aver lasciato la Reprise perché lo costringeva al ritmo di pubblicazione estenuante di un album all'anno.

## Il disco
Segue il distorto Re-ac-tor, ed è questo un disco molto spiazzante in quanto diverso dal suo stile abituale. La musica si avvicina a quella di Devo e Kraftwerk con l'uso del sintetizzatore e soprattutto del vocoder che rende la voce di Young fissa ed inespressiva come quella di un androide. Molti fan e critici valutarono negativamente queste sperimentazioni eccessive nel campo dell'elettronica ma, diversi anni dopo, Neil ha fornito un'interessante chiave di lettura per l'opera. Infatti con la tecnologia e la voce filtrata tentava di comunicare con il figlio cerebroleso (autistico) costretto su una sedia a rotelle che si muoveva con un telecomando (è lui il protagonista della commovente Transformer Man). Inoltre, aveva anche l'altro figlio e la moglie malati, sicuramente uno dei vari motivi per cui in quegli anni i suoi album erano così fuori fuoco e pieni di cambiamenti di genere musicale così spiazzanti.
Le tematiche dell'album sono quelle di un mondo invaso ed oppresso dalle nuove tecnologie (stavano comparendo sul mercato i primi Pc). Mr Soul è una nuova curiosa versione del suo classico del 1967 con i Buffalo Springfield. Nonostante tutto, molti critici sono concordi che le melodie sono ben costruite, come se si volesse cercare un'"anima" nascosta dietro tutte quelle macchine.
Non tutte le tracce però sono "robotiche", infatti Little Thing Called Love, Hold on to Your Love e Like an Inca sono nello stile più tradizionale di Young, perché avrebbero dovuto far parte di un album mai realizzato chiamato Island in the Sun.

## Tracce
- Tutti i brani sono opera di Neil Young.

1. Little Thing Called Love – 3:13
2. Computer Age – 5:24
3. We R in Control – 3:31
4. Transformer Man – 3:23
5. Computer Cowboy (AKA Syscrusher) – 4:13
6. Hold on to Your Love – 3:28
7. Sample and Hold – 8:03
8. Mr. Soul – 3:19
9. Like an Inca – 9:46

- L'album, uscito originariamente in vinile fu rimasterizzato in Cd nel 1998, ma non pubblicato negli USA.
- Una canzone, chiamata If You Got Love, compariva nella stampa del vinile, però all'ultimo momento non fu inserita.
- Nella versione CD Sample and Hold e Like an Inca appaiono allungate ed in un mix differente rispetto al vinile.

## Formazione
- Neil Young: chitarra, basso, synclavier, vocoder, pianoforte elettrico, voce
- Nils Lofgren: chitarra, pianoforte, organo, piano elettrico, synclavier, voce
- Ben Keith: pedal steel guitar, slide guitar, voce
- Bruce Palmer: basso
- Ralph Molina: batteria, voce
- Joe Lala: percussioni, voce
- Frank Sampedro: chitarra, stringman
- Billy Talbot: basso